# Gehundra tricosa
Gehundra tricosa är en insektsart som beskrevs av Blocker 1976. Gehundra tricosa ingår i släktet Gehundra och familjen dvärgstritar. Inga underarter finns listade i Catalogue of Life.